# نمس أسود
نمس أسود (الاسم العلمي: Galerella nigrata) هو نوع من النمس النحيل الموجود في ناميبيا وأنغولا. على الرغم من أن توماس قد وصفهُ في الأصل كنوع منفصل (1928) نمس أسود الذيل. .، فغالبًا ما كان يُعتبر نويعًا من النمس أسود الذيل. ومع ذلك، أكد التحليل الوراثي وضعه كنوع منفصل. تشير الدلائل إلى أن هذين النوعين قد تباعدتا منذ حوالي أربعة ملايين عام، ويرجع ذلك على الأرجح إلى انفصال بعض السكان بسبب تغير الموائل في إفريقيا الجنوبية.